# 夫子河中学
夫子河中学(Confucius River Middle School)全称麻城市夫子河中心学校，始建于晚清推行《奏定学堂章程》之后，是一所百年中学，位于中国湖北省麻城市夫子河镇，为麻城市示范学校。1971年秋季，夫子河中学招收第一届高中生。1975年，夫子河中学复建。1971年—1981年，夫子河中学拥有高级中学招生录取资格。1982年，夫子河中学由高级中学改制为初级中学。夫子河中学占地面积52304平方米，19个教学班，在校学生1800余人，教职工80余人。

## 校史沿革
夫子河中学，始建于晚清政府推行《奏定学堂章程》之后，经历了清末民初、1949年中华人民共和国建国初期、1966年—1976年十年文化大革命时期、1982年改制初级中学四个主要阶段。

### 清末民初
夫子河中学是晚晴政府宪政改革时代基础教育发展的产物，在《奏定学堂章程》推行之后建立。

### 1949年—1966年
1949年以后，夫子河中学是所在地双楼子垸戴氏最早的私塾和学堂。

### 1966年—1976年
- 1966年—1976年十年"文化大革命"期间，夫子河中学被拆分为四个学部：双楼子本部(高中部)、夫子河中学杨家庙分部(初中部)、夫子河中学傅兴分部(初中部)以及夫子河中学西垸分部(初中部)教师由本部统一调配；
- 1971年秋季，夫子河中学招收第一届高中生；
- 1975年，夫子河中学在历经沧桑中得以复建，校址复定于夫子河镇双楼子；
- 1971年—1981年，夫子河中学拥有高级中学招生录取资格；
- 1982年，夫子河中学由高级中学改制为初级中学；
- 2000年，夫子河中学被评为"黄冈市实验合格学校"[2]；
- 2002年被评为"麻城市示范学校"[2]。